# Scourge of the Enthroned
Scourge of the Enthroned è il decimo album album in studio del gruppo musicale brasiliano Krisiun, pubblicato nel 2018 dalla Century Media Records.

## Tracce
1. Scourge of the Enthroned – 5:54
2. Demonic III – 5:01
3. Devouring Faith – 4:19
4. Slay the Prophet – 4:50
5. A Thousand Graves – 4:11
6. Electricide – 4:04
7. Abysmal Misery (Foretold Destiny) – 3:57
8. Whirlwind of Immortality – 5:51

## Formazione
- Alex Camargo - basso, voce
- Moyses Kolesne - chitarra
- Max Kolesne - batteria